# Daniela Raschhofer
Daniela Raschhofer (* 19. Juni 1960 in Braunau am Inn) ist eine österreichische Politikerin (FPÖ). Sie war vom 11. November 1996 bis zum 19. Juli 2004 Abgeordnete im Europäischen Parlament.

## Leben
Nach der Matura an der Höheren Bundeslehranstalt für wirtschaftliche Frauenberufe, besuchte Raschhofer die Pädagogische Akademie Salzburg und legte die Lehramtsprüfung für Volksschulen ab. Anschließend studierte sie an der Berufspädagogischen Akademie Linz und legte die Lehramtsprüfung für Berufsschulen ab.
Raschhofer arbeitete in einer Rechtsanwaltskanzlei und absolvierte einen einjährigen Auslandsaufenthalt in Paris, anschließend arbeitete sie als Berufsschullehrerin in Braunau am Inn (Fachgruppe II an kaufmännischen Berufsschulen).
Von 1991 bis 1996 war sie Abgeordnete im Oberösterreichischen Landtag, seit 1991 Mitglied des Gemeinderates von Braunau am Inn, Bundesparteiobmann-Stellvertreterin der FPÖ seit 1999, Obfrau der Gemeinderatsfraktion der FPÖ Braunau am Inn seit 1997 und Delegationsleiterin der freiheitlichen Europaabgeordneten seit 1997.
Im Europäischen Parlament war Raschhofer im Ausschuss für Industrie, Forschung und Energie und im Ausschuss für die Rechte der Frau und die Gleichstellung der Geschlechter tätig. Außerdem war sie Mitglied der Delegation im gemischten parlamentarischen Ausschuss EU-Ungarn.

## Auszeichnungen
- 2003: Großes Goldenes Ehrenzeichen für Verdienste um die Republik Österreich[1]